# Sílvio Manuel Pereira
Sílvio Manuel Pereira (født 28. september 1987), til dagligt kendt som Sílvio, er en portugisisk fodboldspiller. Han spiller for SC Braga. Han står noteret for otte kampe for Portugals landshold.